# Malaguti Warrior
Il Malaguti F18 Warrior era uno scooter sportivo prodotto dalla casa motociclistica Italiana Malaguti dal 2000 al 2003.

## Descrizione
Presentato al Motor Show di Bologna l’F18 Warrior si rivolgeva ad un pubblico sportivo, ma con la necessità di un mezzo solido ed affidabile.
La linea era stilisticamente simile agli scooter contemporanei prodotti dalla Malaguti. Presentava numerose prese d'aria sullo scudo anteriore, due prese d'aria sulle fiancate posteriori, frecce direzionali integrate nello scudo anteriore e nel gruppo ottico posteriore. Il faro presentava una doppia parabola, separata tra anabbaglianti ed abbaglianti.
Lo scooter era dotato di un vano sottosella, dimensionato per accogliere un casco integrale. Era assente invece il vano nel retroscudo, occupato dal serbatoio per il liquido refrigerante.
La strumentazione, analogica, era munita di tachimetro, indicatore livello del carburante, indicatore temperatura del liquido di raffreddamento, contakm totale.
Era disponibile in 3 colori: Argento Artic Metallizzato, Blu Lord Metallizzato, Blu Notte Metallizzato.

## Caratteristiche
Il Warrior F18 era disponibile nelle cilindrate 125 e 150. Il motore era un monocilindrico orizzontale 4 tempi, raffreddato a liquido, con 2 valvole, prodotto dalla Kymco.
Sviluppava una potenza di 10,3 CV nella cilindrata 125, e 11,8 CV nella cilindrata 150.
Le ruote erano da 13", mentre i freni, entrambe a disco, erano da 220 mm all'anteriore e 200 mm al posteriore.

## Scheda Tecnica
|                       | 125        | 150        |
| --------------------- | ---------- | ---------- |
| Alesaggio             | 52,4mm     | 57,5mm     |
| Corsa                 | 57,8mm     | 57,8mm     |
| Potenza max           | 10,3cv     | 11,8cv     |
| N° Valvole            | 2          | 2          |
| Raffreddamento        | a liquido  | a liquido  |
| Pneumatico anteriore  | 110/70-13" | 110/70-13" |
| Pneumatico posteriore | 130/60-13" | 130/60-13" |
| Lunghezza             | 1.870mm    | 1.870mm    |
| Larghezza             | 755mm      | 755mm      |
| Interasse             | 1.320mm    | 1.320mm    |
| Altezza Sella         | 800mm      | 800mm      |
| Serbatoio             | 8l         | 8l         |
| Velocità max.         | nd         | 108km/h    |
| Peso                  | 118Kg      | 118Kg      |